# Igarapé Piunquara
Igarapé Piunquara är ett vattendrag i Brasilien.   Det ligger i delstaten Amapá, i den norra delen av landet, 1 700 km norr om huvudstaden Brasília.
I omgivningarna runt Igarapé Piunquara växer i huvudsak städsegrön lövskog. Trakten runt Igarapé Piunquara är nära nog obefolkad, med mindre än två invånare per kvadratkilometer.